# غلوريا بورغر
غلوريا بورغر (بالإنجليزية: Gloria Borger)‏ هي صحفية أمريكية، ولدت في 22 سبتمبر 1952 في نيو روتشيل في الولايات المتحدة.

## وصلات خارجية
- غلوريا بورغر على موقع IMDb (الإنجليزية)
- غلوريا بورغر على موقع إن إن دي بي (الإنجليزية)